# Puntiagudo
Puntiagudo är ett berg i Bolivia.   Det ligger i departementet La Paz, i den centrala delen av landet, 300 km nordväst om huvudstaden Sucre. Toppen på Puntiagudo är 3 489 meter över havet.
Terrängen runt Puntiagudo är bergig norrut, men söderut är den kuperad. Runt Puntiagudo är det glesbefolkat, med 12 invånare per kvadratkilometer.. Närmaste större samhälle är Viloco, 9,2 km söder om Puntiagudo. 
Trakten runt Puntiagudo består i huvudsak av gräsmarker.